# Doppelmayr
Il gruppo austriaco Doppelmayr-Garaventa produce impianti a fune.
Fondata nel 1892 da Konrad Doppelmayr, la Doppelmayr ha assorbito varie società costruttrici di mezzi di trasporto a fune tra cui le svizzere Von Roll, Garaventa AG e CWA Constructions. È una delle due principali aziende del settore: l'altra è l'italiana Leitner.

## Descrizione
Il gruppo è diviso in 5 società specializzate in determinati settori:
- Doppelmayr Transport Technology, che realizza funivie, funicolari, skilift, seggiovie a morsa fissa e ad agganciamento automatico (queste ultime anche con il marchio Agamatic), nonché sistemi di trasporto di materiali, tra i quali il Ropecon
- Doppelmayr Cable Car, che produce people mover
- LTW Lagertechnik, specializzata in montacarichi, gru e altri impianti per magazzini
- ABS Transportbahnen, che realizza ascensori inclinati
- Input Projektentwicklung, che progetta impianti per parchi di divertimento

Al 2025 ha realizzato più di 15.700 impianti a fune e occupa attualmente 3.517 persone. Nell'esercizio 2023/2024 ha raggiunto un fatturato consolidato di 1.057 milioni di euro.
La sede centrale del gruppo si trova a Wolfurt, in Austria nello stato del Vorarlberg; in Italia la società ha uno stabilimento a Lana, in provincia di Bolzano che segue la vendita, produzione e assistenza di tutti gli impianti per il mercato italiano e lo sviluppo e produzione di impianti speciali per tutto il mondo.

### Marchi e prodotti
- Agamatic: fu fondata nel 1981 da Heinz Zeller e Arthur Doppelmayr come società affiliata della Doppelmayr e della Hölzl costruzione funivie per lo sviluppo di agganciamenti automatici. L'azienda fu creata in seguito alla maggiore richiesta di portata per gli impianti a fune. Tale esigenza poteva essere affrontata solo con impianti ad agganciamento automatico, esperienza che alla Hölzl mancava in quanto fino ad allora produceva solo impianti a va e vieni; di conseguenza fu fondata questa joint venture. Dal 2002 la Hölzl, l'Agamatic e la Doppelmayr sono state fuse in un'unica società, la "Doppelmayr Italia Srl".
- Ropecon: è un nastro trasportatore, brevetto dell'azienda; un nastro trasportatore tradizionale è sostenuto da una struttura a traliccio e da rulli fissati su di essa. Il nastro del sistema ropecon è invece sostenuto da due coppie di funi; le ruote sono poste sul nastro e rotolano sulle funi portanti mentre il nastro è trainato da un tamburo motore come in un tradizionale nastro trasportatore. Questa soluzione permette di realizzare campate fino a 2500 metri senza sostegni intermedi con il vantaggio di ridurre l'impatto ambientale e di risolvere l'impossibilità di costruire piloni a distanze relativamente brevi.